# Epidesma oceola
Epidesma oceola är en fjärilsart som beskrevs av Dyar 1910. Epidesma oceola ingår i släktet Epidesma och familjen björnspinnare. Inga underarter finns listade i Catalogue of Life.